# Hobels
Der Hobels ist ein kleiner Hügel in der Mittelstadt St. Ingbert im Saarpfalz-Kreis, Saarland. Er reicht von der unmittelbaren Nähe der Innenstadt bis zur östlichen Grenze der St. Ingberter Kernstadt, dem Stadtwald. Im Laufe der Jahrhunderte wurde aus dem verwilderten Hügel ein Wohngebiet.
Auf dem Hobels existiert noch die alte Bierbrauerei Becker, die heute ein Innovationszentrum ist, sowie das Industriegebiet Oststraße.
Besondere Gebäude sind unter anderem die Pfarrkirche St. Josef, das THW, das Deutsche Rote Kreuz, die ehemalige Bierbrauerei Becker und das Pfarrheim „Auf dem Hobels“.
Der Hobels umfasst mehrere Straßen: Reinhold-Becker-Straße, Kohl-Weigand-Straße, Walter-Weis-Straße, Carl-Zuckmayer-Straße, Akazienweg, Beim Franzosengrab, Zur Au-Dell, Bergstraße, Alter Blieskastelerweg, Bert-Brecht-Straße, Hobelsstraße, Prälat-Goebel-Straße, Pfarrer-Klein-Straße, Pfarrer-Lauer-Straße, St. Herblainer Straße, Nationalstraße, Rhodterstraße und Oststraße.

## Geschichte
Im Mittelalter gab es eine Burg auf diesem Hügel. Diese wird zwischen 1174 und 1633 in mehreren Urkunden erwähnt. Vermutlich wurde sie in den Wirren des Dreißigjährigen Krieges zerstört. Die letzten oberirdischen Hinweise dürften spätestens mit dem Bau der Osttangente, einem Teil des Inneren Ringes, einer Umgehungsstraße um die City, vernichtet worden sein. Heute existieren nur noch einige Felsenkeller, die von der Blieskasteler Straße erreichbar sind.
Mit der Wiederbesiedelung St. Ingberts nach der vollständigen Zerstörung im Dreißigjährigen Krieg dauerte es bis Mitte des 19. Jahrhunderts, bis die ersten Häuser sich von der Kernstadt auf den Hobels ausbreiteten.
Von 1890 bis 1893 wurde auf einem alten Felsenkeller die Pfarrkirche St. Josef errichtet. Sie gilt als die zweitgrößte Kirche im Bistum Speyer. Zu dieser Zeit zog es auch die Beckers-Bier-Brauerer auf den Hobels. Sie ist über eine kurvige Verbindungsstraße an die Kaiserstraße angebunden.
Zu Beginn des 20. Jahrhunderts wurde ein Jugendheim auf der südlichen Hobelsseite errichtet, das mit Beginn des Ersten Weltkrieges zu einem Krankenhaus umfunktioniert wurde. 
Seit den 1920er Jahren breitete sich das Siedlungsgebiet in St. Ingbert immer mehr aus und erreichte von Süden her von der Blieskasteler Straße, im Norden von der Kaiserstraße und vom Westen vom Stadtkern den Hang des Hobels.
In den 1970er und 1980er Jahren begann die Stadt St. Ingbert mit einem großen Siedlungsplan den Hobels zu erschließen. Dazu wurde von der Pfarrei St. Josef viel Land aufgekauft, die auf dem Hobels Großbesitzer war. Zu dieser Zeit baute auch das THW und die Stadtwerke dort ihre Betriebsstätten.
Mitte der 1990er Jahre war dann das Wohngebiet Hobels I fast komplett bebaut. Auch das Deutsche Rote Kreuz siedelte sich nun auf dem Hobels an. 
Vor wenigen Jahren wurde auch die letzte große Wohnungsfreifläche in St. Ingbert, Hobels II erschlossen. Seit 2006 wird hier nun gebaut. An das Busnetz St. Ingberts ist der Hobels seit September 1983 angeschlossen (Ingo-Stadtbus, vorher gab es nur Einzelfahrten zum Hobels).
Koordinaten: 49° 16′ 44,9″ N, 7° 7′ 36,9″ O